# 東桜谷村
東桜谷村（ひがしさくらだにむら）は滋賀県蒲生郡にあった村。現在の日野町の北東端、佐久良川の上流域にあたる。

## 地理
- 山岳：竜王山
- 河川：佐久良川、宮川、前川、五瀬川

## 歴史
- 1894年（明治27年）5月12日 - 桜谷村が分割し、大字原・川原・杉・杣・小野・奥師・鳥居平・中之郷・佐久良・奥之池の区域をもって発足。
- 1955年（昭和30年）3月16日 - 日野町・西桜谷村・西大路村・鎌掛村・南比都佐村・北比都佐村と合併し、改めて日野町が発足。同日東桜谷村廃止。